# Deutsche Zöliakie-Gesellschaft
Die Deutsche Zöliakie-Gesellschaft e.V. (DZG) wurde 1974 als Selbsthilfeorganisation gegründet und hat heute (laut eigenen Angaben) ca. 40.000 Mitglieder (Stand 4/2019). Sitz des Vereins ist Stuttgart.
Ziel ist die Hilfe für Zöliakie- (Sprue) und Dermatitis-herpetiformis-Duhring-Betroffene.

## Grundlegende Annahmen
Grundlage zur Verbesserung des Krankheitsbildes Zöliakie ist die konsequente Vermeidung des Klebereiweißes Gluten, das in den Getreiden Weizen, Roggen, Dinkel und Gerste enthalten ist. Bei Produkten mit der Zutat Hafer ist durch die mögliche Kontamination bei Anbau, Lagerung und Verarbeitung ebenfalls darauf zu achten, dass diese nur mit dem Zusatz „glutenfrei“ für Zöliakiebetroffene geeignet sind.
Experten-Schätzungen gehen davon aus, dass von der Erkrankung jeder 250. Bundesbürger betroffen ist.
Bei Dermatitis herpetiformis Duhring handelt es sich um eine chronische Hauterkrankung, die an Zöliakie gekoppelt ist.

## Umsetzung der Vereinsziele
Die Unterstützung der Mitglieder umfasst beispielsweise:
- die Erstellung umfangreicher Schriften zur gezielten diätetischen Ernährung (z. B. Lebensmittellisten)
- Organisation von lokalen Hilfsgruppen für Betroffene
- Berichte von Mitgliedern über die Ernährung und Lebensmittelversorgung bei verschiedenen Urlaubszielen
- medizinische Beratung und Hintergrundinformation in der Mitgliederzeitschrift  „DZG aktuell“.
- Telefonsprechstunde für Mitglieder
- Organisation von Veranstaltungen für Jugendliche durch den Jugendausschuss
- Organisation des Welt-Zöliakie-Tages (WZT) zum Austausch unter den Betroffenen als auch um die Öffentlichkeit auf die Problematik aufmerksam zu machen[3]
- Einsatz für die steuerliche Anerkennung der krankheitsbedingten Mehrkosten[4]

Jährlich werden mehrere Projekte zur medizinischen Untersuchung der Krankheiten finanziell unterstützt.
Umgekehrt erhält der Verein Zuwendungen durch Krankenkassen.
Ziel des Vereins ist es unter anderem, Lebensmittelhersteller auf die Problematik Betroffener hinzuweisen und auf eine klare Allergenkennzeichnung zu achten. Diese Aufgabe hat jedoch an Bedeutung verloren, da seit Dezember 2014 durch eine EU-Verordnung die Verpflichtung aller Hersteller von Lebensmitteln besteht, die enthaltenen Hauptallergene auszuweisen.

## Gliederung des Vereins
Der Verein besteht aus folgenden Organen:
- Vorstand
- Mitgliederausschuss
- Jugendausschuss
- Seniorenbeirat
- Geschäftsstelle
- Wissenschaftlicher Beirat
- Kontaktpersonen[7]

Die Organe des Vereins arbeiten auf ehrenamtlicher Basis.

## Mitgliedschaften
Die DZG ist Mitglied in der AOECS (Association of European Coeliac Societies), dem Dachverband der europäischen Zöliakiegesellschaften.